# Macropelopia sukayusecunda
Macropelopia sukayusecunda är en tvåvingeart som beskrevs av Sasa och Suzuki 1998. Macropelopia sukayusecunda ingår i släktet Macropelopia och familjen fjädermyggor. Inga underarter finns listade i Catalogue of Life.